# Långnäbbad cinklod
Långnäbbad cinklod (Upucerthia validirostris) är en fågel i familjen ugnfåglar inom ordningen tättingar.

## Utseende
Långnäbbad cinklod är en distintk fågel med rätt enfärgat beigebrun fjäderdräkt och en lång, böjd näbb. Arten kan förväxlas med vitstrupig markkrypare där de överlappar i utbredning, men långnäbbad markkrypare är mer enfärgad och har mindre tydligt ljust ögonbrynsstreck.

## Utbredning och systematik
Långnäbbad cinklod delas in i tre underarter med följande utbredning:
- jelskii-gruppen
  - Upucerthia validirostris saturata – västra Anderna i centrala Peru (Ancash, Huánuco och nordvästra Pasco)
  - Upucerthia validirostris jelskii – Anderna från centrala Peru (Lima) söderut till norra Chile, västra Bolivia och nordvästra Argentina
- Upucerthia validirostris validirostris – Anderna i nordvästra Argentina (Salta söderut till norra Mendoza och västra Córdoba)

## Levnadssätt
Långnäbbad cinklod hittas i bergstrakter, från buskrika dalar i högre förberg upp till högt belägna punaslätter, klippiga sluttningar och myrar. Den ses vanligen enstaka eller i par, födosökande på marken nära skyddande vegetation eller sjungande från ett klippblock eller en stolpe.

## Status och hot
Arten har ett stort utbredningsområde, men tros minska i antal, dock inte tillräckligt kraftigt för att den ska betraktas som hotad. Internationella naturvårdsunionen IUCN listar arten som livskraftig (LC).

## Namn
Tidigare kallades arten långnäbbad markkrypare på svenska, men har tilldelats ett nytt officiellt svenskt namn av Birdlife Sveriges taxonomikommitté eftersom markkrypare som grupp inte står varandra närmast. Istället är den nära släkt med cinkloder och namnet har justerats därefter.